# Mölbling
Mölbling är en ort och kommun  i Österrike. Den ligger i distriktet Sankt Veit an der Glan i förbundslandet Kärnten, i den södra delen av landet, 210 km sydväst om huvudstaden Wien.
Kommunen består av 29 orter (Ortschaften) (inom parentes invånarantal 1 januari 2024):

- Bergwerksgraben (38)
- Breitenstein (21)
- Brugga (155)
- Dielach (52)
- Drasenberg (25)
- Eixendorf (8)
- Gaming (35)
- Gerach (0)
- Gratschitz (11)
- Gunzenberg (16)
- Kogl (3)
- Mail (25)
- Meiselding (357)
- Mölbling (198)
- Pirka (35)
- Rabing (29)
- Rastenfeld (15)
- Ringberg (16)
- St. Kosmas (5)
- St. Stefan am Krappfeld (34)
- Stein (14)
- Stoberdorf (13)
- Straganz (41)
- Treffling (44)
- Tschatschg (13)
- Unterbergen (60)
- Unterdeka (37)
- Wattein (10)
- Welsbach (10)